# K200 KIFV
K200 KIFV (абр.від англ. Korea Infantry Fighting Vehicle — «корейська бойова машина піхоти») — південно-корейський бронетранспортер, виготовлений компанією Daewoo Heavy Industries як вітчизняна заміна старішим бронетранспортерам, таким як M113 на озброєнні південно-корейських збройних сил.

## Історія
Проєкт K200 було розпочато у 1981 році, коли армія Республіки Корея подала запит на створення нової вітчизняної БМП. Розробкою займалося Агентство оборонного розвитку, а головним підрядником виробництва стала Daewoo Heavy Industries. K200 був розроблений на шасі американської БМП AIFV (яка у свою чергу базувалася на бронетранспортері M113). Розробка мала за мету створити машину, яка була б доступніша, ніж AIFV, при збереженні її можливостей. Кінцева розробка та виробництво K200 всередині країни досягли цінового діапазону 1,32-1,41 млн доларів США, що було значно вигіднішим порівняно з ліцензійним виробництвом AIFV або його прямим імпортом, що коштувало б 1,52-2,83 млн доларів. 
Фірма Doosan включила на K200 двигун MAN D2848T, що був виготовлений за ліцензією, та вивчила технологію створення цього двигуна, щоб використовувати вітчизняні компоненти,  (цей досвід зворотного проєктування виявився особливо цінним при розробці наступної БМП — K21). Ліцензіатом-субпідрядником з виготовлення коробки передач Allison Transmission X200-5K стала S&T Dynamics.
В 1985 році K200 надійшли у серійне виробництво, яке було завершено у 2006 році.  Загалом з 1985 по 2006 рік було випущено 2383 обдиниці K200 усіх конфігурацій,  111 машин K200A1 було експортовано до Малайзії .  У 2009 році K200 були доповнені новою бойовою машиною піхоти K21. 

## Загальна характеристика

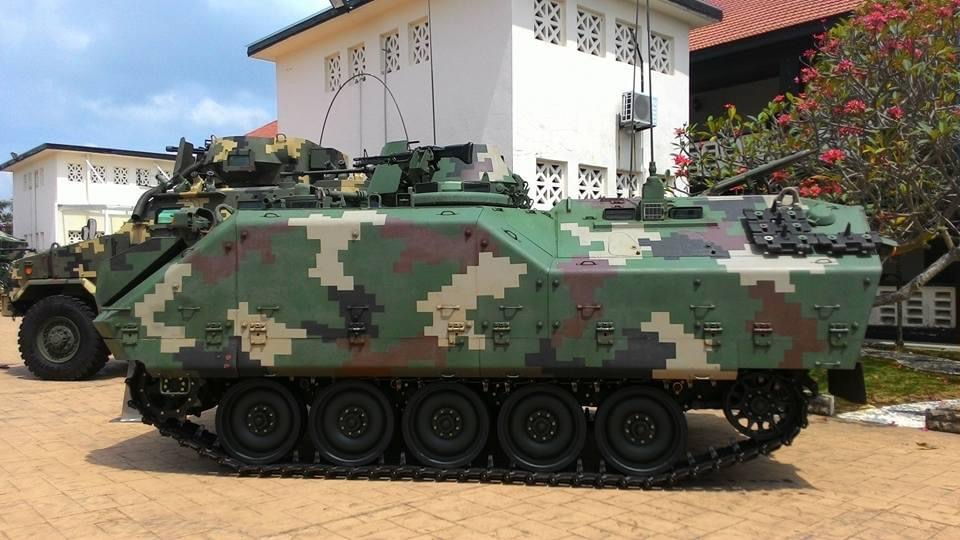
K200 ЗС Малайзії.

Машини серії К200 призначені для захисту особового складу від вогню зі стрілецької зброї.  Корпус машини складається з суцільнозварної алюмінієвої броні з додатковою навісною сталевою бронею. Така композитна броня забезпечує вищий рівень захисту при меншій вазі.  Вона витримує влучання куль калібру 12,7 мм з боків, калібру 7,62 мм ззаду, великих осколків снарядів та протипіхотних мін.  Моторний відсік розташований у передній правій частині та відокремлений перегородкою. Його обладнано системою пожежогасіння, що вмикається з місця водія або ззовні. Жалюзі для входу та виходу повітря та вихлопна труба розташовані на даху машини, що дозволяє використовувати її в ролі амфібії .
У передній частині корпусу K200 має шість електричних димових гранатометів для протидії засобам електрооптичного та інфрачервоного націлюванню. У варіантів, що мають башту, ці димові гранатомети встановлюються на башті по три з кожного боку. 
K200 може забезпечувати вогневу підтримку піхоти з кулеметів калібру 12,7 мм та 7,62 мм.  Для вищої протипіхотної та протитехнічної вогневої потужності можливе спорядження машини 20-мм автогарматою Vulcan або мінометами калібру 81-мм і 107-мм. Протитанковий потенціал додається шляхом установлення протитанкового ракетного комплексу «Метис-М».
K200 є високомодульним, і його варіанти забезпечують додаткові типи бойової підтримки, наприклад такі як протиповітряна оборона або евакуація пошкодженої техніки за допомогою спеціального обладнання.  Машина може вмістити 12 осіб (з урахуванням водія та стрільців). 
У листопаді 2015 року Doosan і CMI Defense оголосили про спільне створення захищеної збройової станції (Cockerill Protected Weapon Station, CPWS) для збільшення вогневої потужності K200. Така башта може нести гармати калібру 20, 25 або 30 мм, а також 7,62-мм спарений кулемет. 

## Варіанти

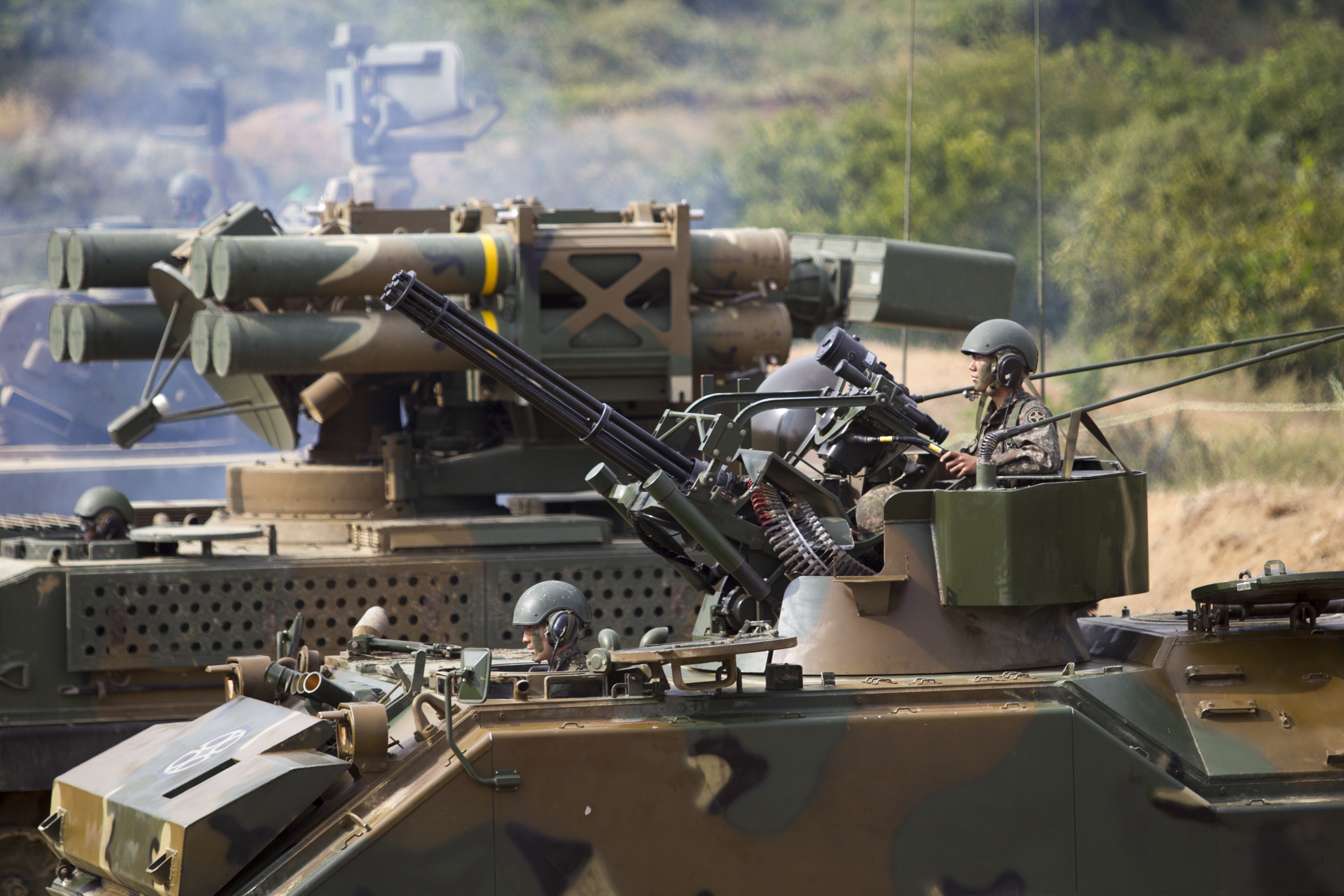
Варіант K263 SPAAG ЗС Республіки Корея.

Основне джерело: Doosan DST 
- K200: перший серійний варіант.
  - K216: машина РХБ розвідки, оснащена системою виявлення для відстеження джерел РХБ агентів.
  - K221: машина димової завіси, здатна виробляти два види диму — для захисту у видимому світлі протягом 90 хвилин і в інфрачервоному протягом 30 хвилин.
  - K242: самохідний міномет калібру 107 мм.
  - K255: машина постачання боєприпасів для 155-мм самохідної гаубиці.
  - K263 SPAAG: зенітна самохідна установка з 20-мм гарматою KM167A1 (ліцензійна копія M61 Vulcan).
  - K277: командно-штабна машина, висота збільшена на 0,54 м, щоб всередині можна було стояти.
  - K281: самохідний міномет калібру 81 мм.
  - K288: ремонтно-евакуаційна машина.

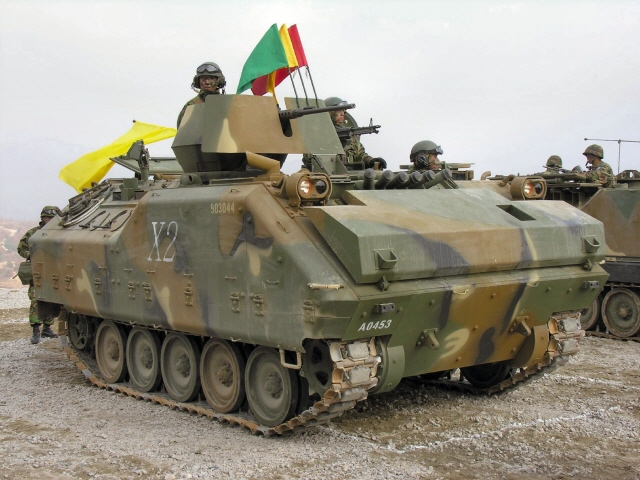
K200A1.

- K200A1: оновлений варіант із покращеною порівняно з базовою K200 мобільністю, двигуном підвищеної потужності (D-2848T) і новою трансмісією (X-200-5D від American DDA), а також доданими РХБ-захистом і автоматичною системою пожежогасіння.
  - K242A1: самохідний міномет калібру 107 мм (планується його заміна на 120-мм міномет). [8]
  - K263A1 SPAAG: зенітна самохідна установка з 20-мм гарматою KM167A1 (ліцензійна копія M61 Vulcan) на базі K200A1. 
    - K263A3 SPAAG: покращена версія K263A1 (всі K263A1 були вдосконалені до цієї версії)

  - K281A1: самохідний міномет калібру 81 мм.
  - K288A1: ремонтно-евакуаційна машина.

## Оператори
- Південна Корея — приблизно 1700 машин [9]
- Малайзія — 111 K200A1 в експлуатації. Ці машини були направлені з миротворчими силами Малайзії до Боснії. [1]